# سیارک ۲۱۹۱۹
سیارک ۲۱۹۱۹ (به انگلیسی: 21919 Luga، نامگذاری:1999VV47) بیست و یک هزار و نهصد و نوزدهمین سیارک کشف شده‌است که در ۳ نوامبر ۱۹۹۹ کشف شد.
قدر مطلق سیارک برابر ۱۸.۶ است.